# Neea mapourioides
Neea mapourioides är en underblomsväxtart som beskrevs av Julian Alfred Steyermark. Neea mapourioides ingår i släktet Neea och familjen underblomsväxter. Inga underarter finns listade i Catalogue of Life.